# 源則清
源 則清（みなもと の のりきよ、生没年未詳）は、平安時代末期の武将。清和源氏満政流。豊前守源光遠（光季）の養子。兄弟に能広、光行、資季、有季、光広、光俊らがあり、子に範季、則連らがある。官位は従五位下、兵庫允、美濃守。
源氏の系譜を引く家系にあったが平家の家人であり、平宗盛に仕えていたことが知られる（『吾妻鏡』建保2年12月17日条）。治承3年（1179年）11月の反平家方の公家に対する粛清（治承三年の政変）においては解官された藤原定経の後任として美濃守に任ぜられる（『山槐記』同年11月18日条）。治承・寿永の乱においても平家に従い転戦し、壇ノ浦の戦い後の元暦2年（1185年）、主宗盛のほか叔父にあたる源季貞らと共に生け捕られ鎌倉へ護送された（『吾妻鏡』元暦2年4月11日条、5月16日条）。
なお子の左衛門尉則種（範季か？）は、建保2年（1214年）に鎌倉に仕官し、源実朝にその和歌の才能を認められ御家人に加わることを許されている（『吾妻鏡』建保2年12月17日条）。